# Il naufrago
Il naufrago (The Cheaters, noto anche con il titolo The Castaways) è un film del 1945, diretto da Joseph Kane.

## Trama
La famiglia dell'uomo d'affari newyorkese J. C. Pidgeon, altrimenti facoltosa, è sull'orlo di una bancarotta, dalla quale può essere salvata solo dall'eventuale eredità dello zio, in punto di morte. All'approssimarsi del Natale Therese Pidgeon, la figlia maggiore di J.C. e consorte, propone ai genitori di accogliere in famiglia, per le festività, come atto di carità, un bisognoso. La scelta cade su Anthony Marchaund, un tempo famoso e talentuoso attore, ora caduto in povertà.
Lo zio muore, e nel suo testamento figura, inaspettatamente, che egli lascia la sua notevole eredità ad una certa Florie Watson, attrice, che il defunto aveva conosciuto qualche decennio prima, purché ella venga rintracciata in un lasso di tempo ragionevole (stabilito dall'esecutore testamentario in una settimana), scaduto il quale l'eredità andrebbe ai Pidgeon. I Pidgeon cercano allora di rintracciare Florie, la ritrovano, e cercano di non farle sapere dell'eredità che le spetta, la cui notizia aveva iniziato a diffondersi tramite la stampa. I Pidgeon invitano Florie, che al momento è soggetta anch'essa a difficoltà finanziarie, nella loro casa di campagna, insieme a Anthony Marchaund.
La notte di Natale, dopo che il cottage era stato visitato da cantori di carols natalizie, Anthony, in una prestazione che dimostrava quanto poco la povertà avesse inficiato la sua verve attoriale, facendo un paragone fra i Pidgeons e i protagonisti della famosa novella natalizia di Dickens, svela a Florie, alla presenza di tutti, il reale intento della famiglia.
L'eredità spetta dunque a Florie, che decide, comunque, considerato l'affetto con cui era stata accolta, al di là dei motivi pecuniari, di dividerla a metà coi Pidgeon.

## Produzione
Il soggetto originale venne concepito da Frances Hyland e Albert Ray per Binnie Barnes, attrice comica nota per ruoli secondari nei major studios e per ruoli principali negli studios a basso costo, come Republic Pictures. Il naufrago venne acquistato dalla Paramount Pictures per il ritorno sugli schermi di John Barrymore e Carole Lombard, ma fu
successivamente tenuto nel cassetto fin dopo la morte dei due attori, ed infine venduto alla Republic. Ai tempi la casa di produzione si era specializzata in B-western, e fu pertanto una scelta singolare quella di occuparsi di una screwball comedy. Molti attori del film furono reclutati da altri studios, incluso Joseph Schildkraut, ormai leggendaria star del muto. Le riprese vennero effettuate principalmente fra il 1º febbraio e metà marzo del 1945.

## Accoglienza
L'anonimo critico del New York Times fece del film una recensione alquanto caustica: "La Republic non stava scherzando quando ha intitolato l'insulso filmetto fatto uscire ieri nella grande mela Il naufrago." (Titolo originale: The Cheaters, "I truffatori"). "In effetti si tratta di un raggiro. (…) il film è scadente, una miscela di piattumi privi di spirito. E diversi buoni attori vi appaiono sprecati."
In una recensione successiva il critico e storico del cinema Leonard Maltin si è mostrato più caritatevole: "Cast eccellente per la godibilissima storia di un'opulenta famiglia di snob, resa più umana dall'attore decaduto invitato per la cena natalizia."

## Distribuzione
Il film uscì in una riedizione del 1949 col titolo The Castaway, e quando la Republic negli anni '50 vendette il proprio catalogo, usato per la programmazione televisiva notturna, il film venne trasmesso come strenna natalizia per tutti gli anni '60 e '70. 
Il naufrago è uscito in DVD (in lingua inglese) nel 2008 a cura delle edizioni Hollywood's Attic.